# 住宅金融専門会社
住宅金融専門会社（じゅうたくきんゆうせんもんがいしゃ）は、本来、個人向けの住宅ローンを主に取り扱う貸金業（ノンバンク）の一業態である。住専（じゅうせん）と略される。

## 住専各社
- 日本住宅金融

JCBの母体の一つである三和銀行（現:三菱UFJ銀行）系だが、当初は創業者庭山慶一郎の支配色が濃い。三和等の各都市銀行と、東洋信託銀行（現:三菱UFJ信託銀行）、三井信託銀行（現:三井住友信託銀行）の信託銀行2行、横浜銀行、千葉銀行の地方銀行2行が出資し、破綻処理時の融資額は8社中最大である。
- 住宅ローンサービス

第一勧業銀行、富士銀行（共に現:みずほ銀行）、三菱銀行、東海銀行（共に現:三菱UFJ銀行）、さくら銀行、住友銀行（共に現:三井住友銀行）、あさひ銀行（現:りそな銀行及び埼玉りそな銀行）が5パーセントずつ出資する。
- 日本ハウジングローン

日本興業銀行（現:みずほ銀行）と日本債券信用銀行（現:あおぞら銀行）を母体に、末期は大和証券（現:大和証券グループ本社）、日興証券（現:SMBC日興証券）、山一證券（経営破綻）等の各国内証券会社に加え、母体行融資先企業も複数社出資する。
- 第一住宅金融

現在の野村ホールディングス各社と日本長期信用銀行（現:SBI新生銀行）子会社の日本ランディックの合弁会社である。
- 住総

当時の信託銀行各社が出資した。
- 地銀生保住宅ローン

日本生命保険を筆頭に生命保険会社各社と、横浜銀行等の一部地銀が出資する。
- 総合住金

東京相和銀行（現:東京スター銀行）等の第二地方銀行各行が出資する。
- 協同住宅ローン

農林中央金庫、JAバンクが出資する。事業性不動産関連融資は早期に撤退し、現在も唯一営業している。他7社と異なり優良顧客を奪取して不良融資を紹介する母体行が存在せず、損失が桁違いに少なかったとされる。

## 歴史

### 設立
1970年代、住宅資金需要が旺盛になったものの、銀行は個人向けローンのノウハウが乏しく、その実小口融資が煩雑でコスト高になる為、また重厚長大産業向け企業融資をメインとしていた為、これに熱心でなかった。この為大蔵省が主導し銀行等の金融機関が共同出資して、住宅金融を専門に取り扱う会社を設立した。これが住宅金融専門会社（住専）である。なお、銀行の出資に当たっては、会社法でのいわゆる「5%ルール規制」により、一行あたり最高でも5.00%しか出資していないが（出資で言うなら農業協同組合は0%）、後の住専処理では、出資額・融資額以上の責任を追及された。
住専の事業構造は、金融機関から資金を調達して、個人・事業者に融資を行うというものである。また、店舗網を持たないことから、案件は母体行等からの紹介されたものを中心とした。また、代表者ほかには、多数の大蔵省OBが天下っていた。親銀行も役員を送り込んでいた。

### 不動産業への傾注
1980年代に入って大企業の間接金融離れが広がると、銀行が直接個人向け住宅ローン市場に力を入れはじめ、住専の市場を侵食し始めた。送り込んだ役員経由の顧客リストを基に、より低い金利を武器にして、母体行が取引先を肩代わり（住専にとっては繰り上げ償還）することで優良顧客を奪っていった。また財政投融資資金で長期・固定で低金利の融資を行っている住宅金融公庫も住専の市場を圧迫し、さらに大手信販会社も住宅ローン（あるいは銀行の住宅ローンの保証受託）に注力し始めた。このため、住専は融資先を求めて事業所向けの不動産事業へのめりこんでいった。それに乗じたのが母体行である。銀行本体では融資したくない相手だが、融資しなければ何かとまずい、という顧客をつぎつぎと住専に紹介した。暴力団がらみ、不良債権化している融資の肩代わり、焦げ付いた融資を引き受けさせる、といった不良債権のゴミ箱としての役割を担わされ始めた。
世はバブル景気であり、地価高騰により、住専の融資量は一気に膨らみ、特に1990年3月の総量規制が不動産向け融資は住宅金融専門会社を対象とせず、また、農協系金融機関は対象外とされたため 農協系から住宅金融専門会社、そして不動産投資へと資金が流れることとなった。住専には農林系金融機関（農林中央金庫、各県の信用農業組合連合会（信連）、全国共済農業協同組合連合会）を中心とした金融機関が貸し込んでいった。

### 住専問題
バブル崩壊により、地価が下落して不動産業者の担保価値の目減りは大きく、土地は売るに売れない状況となり、融資先は元金返済どころか、金利の支払いすら滞る事態となった。融資は固定化、塩漬けとなり、不良債権化していった。1992年に住専の不良債権が問題化し、母体行による金利減免などの支援や不良債権買取会社による救済策が実施されたが、抜本的な解決には至らなかった。
しばらくの間、景気回復による再建が期待されたが、それは希望的観測に過ぎず、再び問題化。1995年6月には連立与党が「プロジェクトチーム」を設置して、政治問題化するに至った（いわゆる「住専国会」）。同年8月には大蔵省の住専立ち入り調査が行われ、農林系1社を除く全体で総資産の半分に達する6.4兆円の損失があることが判明した。そしてその貸し倒れ、損失処理が遅れることにより、金融システムの破綻を避けることが急務となった。
その後は住専問題処理の方向は、この損失の穴埋めをどうするのかと言う点をめぐって、
- 「母体行責任論」（住専の設立母体行が損失を穴埋めすべき）
- 「貸し手責任論」（母体行も含めた住専の貸し手が、貸し金に比例して損失を穴埋めすべき）

が対立したが、結果的には両者の中間を採る形で最終処理がなされた。
すなわち、1995年12月の閣議決定によれば。
1. 6.4 兆円の損失の穴埋めについては、基本的には「修正母体行主義」によりつつ母体行と一般行並びに農林系金融機関がそれぞれ債権放棄（母体行3.5兆円、一般行1.7兆円）により分担し、農林系金融機関の負担能力（5300億円）を超える 6850億円については公的資金投入を行う。
2. 農林系の協同住宅ローンを除く住専7社は実質的に倒産・消滅させる。
3. このため、預金保険法を改正し、預金保険機構の子会社として住専処理機構（のち住宅金融債権管理機構と改称）を新設し、住専7社の資産をこれに譲渡させ、その債権回収に当らせる。また、預金保険機構に国が出資して設置する緊急金融安定化基金と日銀・民間金融機関が出資して設置する金融安定化拠出基金とからなる住専勘定を設けて住専処理機構の業務の資金支援に当らせる。

これを内容とした特定住宅金融専門会社の債権債務の処理の促進等に関する特別措置法（住専法）は橋本内閣により1996年の通常国会に提出され審議された。経営破綻した住専の不良債権処理に7000億円の税金を投入されることとなったため多くの批判が巻き起こり審議が紛糾。「住専国会」と呼ばれ、野党新進党の議員が成立を阻止するため委員会室の前でピケを張るほどであったが、最終的に法案は可決成立、1996年には住宅金融債権管理機構が設立された。
なお、破綻した特定住専は清算され、経営者および親会社である金融機関は民事および刑事で、住管機構及びその後身である整理回収機構によって経営責任や融資紹介責任を追及されている。

## 住専問題の最終処理
当初の計画で15年後住専問題を最終処理するものとし、住専処理機関は解散させ二次損失は民間と日本国政府で、半額ずつ負担するものと定められており、その期限を前に2011年（平成23年）に預金保険法が改正された。
最終的な二次損失は1兆4017億円となり、これに対し、新たな財政支出は行わず、政府分として贈与された新金融安定化基金の運用益、整理回収機構の住専以外の部分の回収益、住専勘定の回収益を当て、民間分として金融安定化拠出基金の運用益および元本を当てることと規定された。
そして、預金保険機構の住専勘定は一般勘定に繰り入れ、廃止。整理回収機構の住専勘定は、協定後勘定に繰り入れて廃止し、債権に関しては住宅ローン債権のうち、外部売却を希望しない物や暴力団がらみのものを継続保有するものとした。

## アメリカの住宅金融専門会社
住宅金融は資金力の弱い個人が多額の資金を長期に渡って利用するため、金融機関側にとってはリスクが高く、純粋な民間経営では十分に行うことが困難である。このため、各国で政策的な支援が行われている。
その支援の代表的なものは、民間企業が住宅ローンを貸し出した際に、公的機関がそのローン債権の証券化を支援することである。このような、公的機関による住宅金融支援策を受けて、住宅ローンの貸し出しに特化するという業態を採る会社は、新しい業態の住宅金融専門会社とも言われる。
アメリカには、住宅金融専門の公的な融資保険がある他、モーゲージバンクという形態の金融機関があり、モーゲージバンクは回収業務等を行う。バンクというが預金は受けず、日本の住宅金融専門会社に相当する。一方、引き受けた住宅ローンを連邦政府抵当金庫（ジニーメイ）、連邦住宅抵当公庫（ファニーメイ）や連邦住宅金融抵当公庫（フレディマック）といった政府系金融機関に一部を引き受けさせ、これらの政府系金融機関もしくは自分自身で社債や不動産担保証券を発行して資金調達をはかったり、証券化によりオフバランス化して、流動化を図っている。
S&L危機は、日本の住専問題と並び、業務範囲の制限された金融機関がリスク分散できなかった教訓として論じられがちである。しかし、業務範囲を株式などへ拡げていったときに、経済を混乱させないかどうかについては目立った議論がない。そもそも、サブプライムローンが一端となって世界金融危機が起こるような現代において、業務範囲の拡大がリスク分散に果たして貢献するのかどうかは全くの未知数である。

## 現在の日本における住宅ローン
日本において一般個人（給与所得者世帯）向けの住宅ローンは、前出の通り1970年〜1980年代に住専が担っていたものは徐々に銀行ら預金取扱金融機関による住宅ローン（不動産担保付融資）へシフトして行った。預金取扱金融機関での貸付金利は市場金利（プライムレート、公定歩合、国債金利など）と連動していたが、借入に際しての職業・年収・頭金や他債務の比率など借入者個人に対する基準が厳しかった。そのため、融資の条件が適合しない者を中心に、借入者に対する基準が緩やかで、段階制金利制度や住宅政策などにより貸付金利が低廉であった住宅金融公庫による融資（住宅公庫融資）のシェアが2001年頃まで圧倒的に大きかった。しかし、公庫融資は民業を圧迫するという批判が燻りながらもあった。
2001年に小泉政権が発足すると行政改革の推進により、2007年に独立行政法人住宅金融支援機構が発足・承継され、公庫融資は実質廃止されることになった。代替策として2003年からフラット35の名称で「証券化支援事業」が導入された。
「買取型」を例にすると、住宅金融支援機構と提携した銀行など預金取扱金融機関や新たに設立された（住専とは全く接点のない）モーゲージローン専業会社が住宅購入資金を直接融資し、その債権を支援機構が買い上げ、公取得債権を纏めさせたものを裏付けに不動産担保証券を発行（証券化）し、機関投資家に売却する。これにより支援機構が調達した資金を、モーゲージローン会社など融資実行者に買付相当額を売却（資金供給）し、債務者は毎月融資実行者に返済して行く仕組みとなっている。この資金調達は住宅支援機構の信用力がバックボーンにあり、銀行単独では超長期間固定での資金調達が難しいとされる中、最長35年間固定金利のフラット35を開発することになった。